# Chérigné

Chérigné este o comună în departamentul Deux-Sèvres, Franța. În 2009 avea o populație de 131 de locuitori.